# Le troiane (Seneca)
Le troiane (lat. Troades) è una tragedia di Seneca del I secolo, ispirata all'omonima tragedia di Euripide.

## Trama
Dopo la distruzione di Troia Pirro, figlio del Pelide Achille, vuole uccidere la principessa Polissena, figlia di Priamo ed Ecuba, poiché suo padre aveva chiesto il sacrificio della fanciulla nel caso fosse morto per avere il sangue di lei unito alle sue ceneri. Nonostante l'opposizione di Agamennone, Pirro riesce nel suo intento. 
Un altro dei più grandi eroi greci, Ulisse, vuole invece uccidere Astianatte, figlio di Ettore e Andromaca, per timore che questo, una volta diventato adulto, possa ricostruire Troia: la madre cerca di nasconderlo ma il Laerziade, con un ingegnoso tranello, riesce a farselo consegnare e lo getta dall'unica torre superstite alla distruzione della città.
| Controllo di autorità | VIAF (EN) 119149841873602840642 · BAV 492/41402 · LCCN (EN) no2013106994 · GND (DE) 4385239-7 · BNE (ES) XX3383738 (data) · BNF (FR) cb12354258t (data) · J9U (EN, HE) 987007346540005171 |